# Strass im Zillertal
Strass im Zillertal ist eine Gemeinde mit 839 Einwohnern (Stand 1. Jänner 2024) im Zillertal und gehört zum Bezirk Schwaz in Tirol (Österreich). Die Gemeinde liegt im Gerichtsbezirk Schwaz.

## Geografie

### Lage
Strass liegt am Fuß der nahezu senkrecht abfallenden Felsenflucht des 628 m hohen Brettfall, des nördlichen Pfeilers des Larchkopfs (1367 m), am Eingang des Zillertals. Das Dorf entstand auf den Aufschüttungen von Inn und Ziller. Der Großteil der Gemeindefläche, darunter der Ortsteil Rotholz, liegen im Inntal, der Rest gehört zum Zillertal.

### Gemeindegliederung
Die Gemeinde gliedert sich in die Ortsteile Dorf, Oberdorf, Unterdorf, Rotholz, Astholz, Brettfall, Hof und Raffl.

### Nachbargemeinden
|               | Wiesing                                     | Münster (KU)             |
| Buch in Tirol | Kompassrose, die auf Nachbargemeinden zeigt | Reith im Alpbachtal (KU) |
|               | Schlitters                                  | Bruck am Ziller          |

## Geschichte
Auf dem Brettfallschrofen wurden Reste einer befestigten, vorgeschichtlichen Siedlung festgestellt. Es wird vermutet, dass das Gebiet um Strass schon in der Römerzeit besiedelt war. Erstmals erwähnt wird „Straze“ in den Jahren 1125–1136 in einer Traditionsnotiz der Fürstpropstei Berchtesgaden. 1427 scheint es als Ortsgemeinde des Gerichts Rottenburg auf.
Bedeutung erhielt Strass als Grenzort und Zollstation zum damals salzburgischen Zillertal und bis 1504 zum bayrischen Unterinntal. Vom 15. bis zum 17. Jahrhundert wurde am Weißen Schrofen nach Silber und Kupfer geschürft. 1809 war Strass Schauplatz von schweren Kämpfen des Befreiungskriegs gegen die bayrischen Besatzer.

### Rotholz

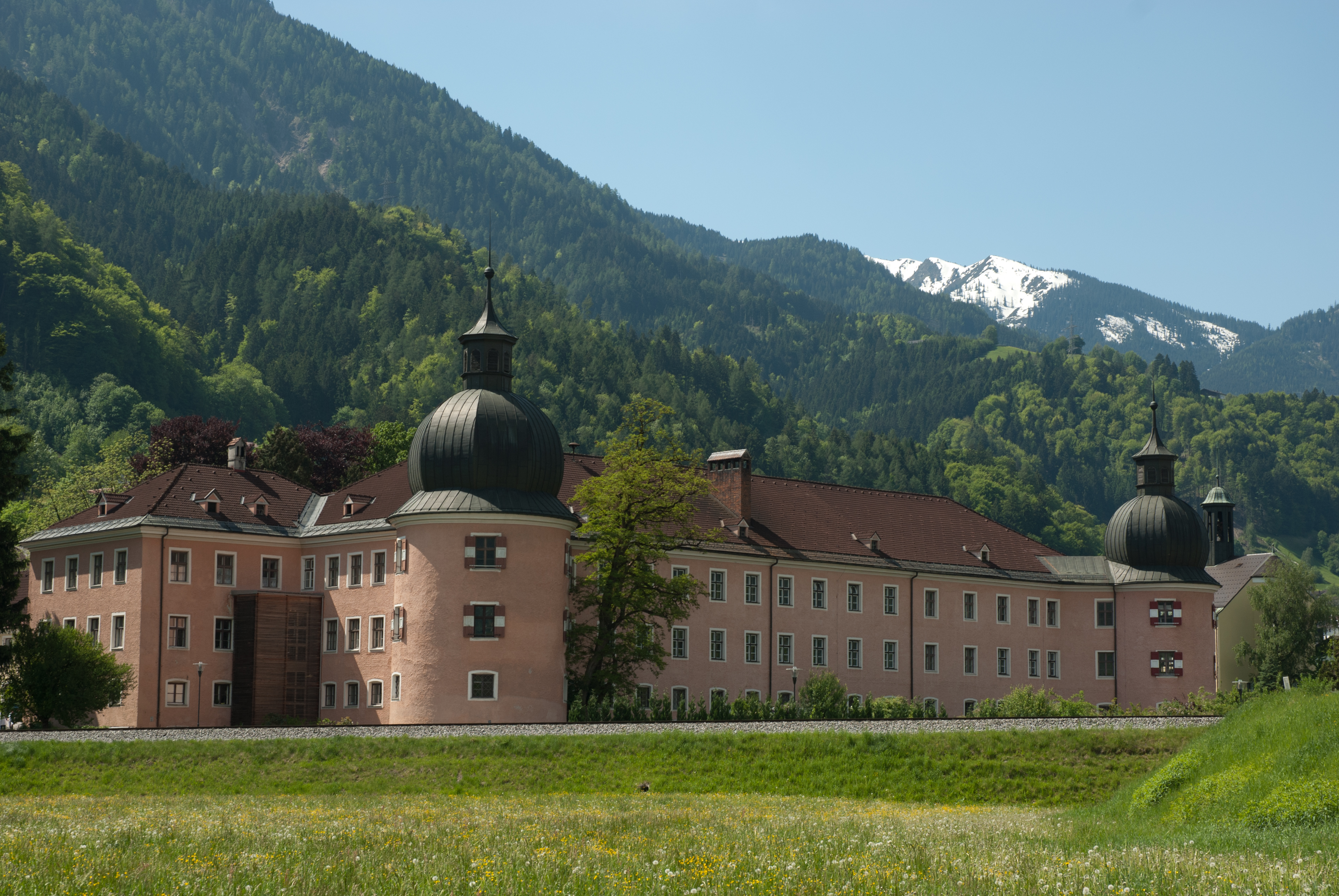
Schloss Rotholz

Im Ortsteil Rotholz ließ 1580 der Tiroler Landesfürst Erzherzog Ferdinand II. für sich und seine Frau Philippine Welser das Jagdschloss Thurneck errichten. 1704 verlegten die aus Schwaz stammenden Grafen von Tannenberg den Gerichtssitz nach Turneck und ließen es von 1704 bis 1706 im Stil des Hochbarock umbauen. 1809 wurde es völlig ausgeplündert.
Nach verschiedenen Nutzungen wurde 1870 im Schloss die Landwirtschaftliche Landeslehranstalt Rotholz eingerichtet, die bis heute besteht. Hier befinden sich neben mehreren Schultypen auch verschiedene Forschungs- und Versuchsanstalten für den landwirtschaftlichen Bereich.
Der Ort Rotholz ist auf die Gemeinden Strass im Zillertal und Buch in Tirol aufgeteilt. Der östlich des Rotholzer Baches gelegene Teil gehört zur Gemeinde Strass. In diesem Teil befinden sich auch die zahlreichen Schulen sowie die Forschungs- und Versuchsanstalten.
Die Betriebsfeuerwehr Rotholz ist die Feuerwehr der Schulen und anderen Institutionen. Sie setzt sich aus Mitgliedern des Betriebes der Schulen sowie betriebsfremden in Rotholz ansässigen Freiwilligen zusammen. Sie feierte 2005 ihr hundertjähriges Bestehen. Neben ihrer Aufgabe des speziellen Brandschutzes der Schulen obliegt ihr auch der Ortschutz für den der Gemeinde Strass zugehörigen Teil von Rotholz.

### Bevölkerungsentwicklung
| Strass im Zillertal: Einwohnerzahlen von 1869 bis 2024 | Strass im Zillertal: Einwohnerzahlen von 1869 bis 2024 | Strass im Zillertal: Einwohnerzahlen von 1869 bis 2024 | Strass im Zillertal: Einwohnerzahlen von 1869 bis 2024 | Strass im Zillertal: Einwohnerzahlen von 1869 bis 2024 |
| ------------------------------------------------------ | ------------------------------------------------------ | ------------------------------------------------------ | ------------------------------------------------------ | ------------------------------------------------------ |
| Jahr                                                   |                                                        |                                                        |                                                        | Einwohner                                              |
| 1869                                                   | 1869                                                   |                                                        | 377                                                    | 377                                                    |
| 1880                                                   | 1880                                                   |                                                        | 303                                                    | 303                                                    |
| 1890                                                   | 1890                                                   |                                                        | 309                                                    | 309                                                    |
| 1900                                                   | 1900                                                   |                                                        | 336                                                    | 336                                                    |
| 1910                                                   | 1910                                                   |                                                        | 358                                                    | 358                                                    |
| 1923                                                   | 1923                                                   |                                                        | 441                                                    | 441                                                    |
| 1934                                                   | 1934                                                   |                                                        | 541                                                    | 541                                                    |
| 1939                                                   | 1939                                                   |                                                        | 380                                                    | 380                                                    |
| 1951                                                   | 1951                                                   |                                                        | 437                                                    | 437                                                    |
| 1961                                                   | 1961                                                   |                                                        | 495                                                    | 495                                                    |
| 1971                                                   | 1971                                                   |                                                        | 681                                                    | 681                                                    |
| 1981                                                   | 1981                                                   |                                                        | 724                                                    | 724                                                    |
| 1991                                                   | 1991                                                   |                                                        | 758                                                    | 758                                                    |
| 2001                                                   | 2001                                                   |                                                        | 808                                                    | 808                                                    |
| 2011                                                   | 2011                                                   |                                                        | 842                                                    | 842                                                    |
| 2021                                                   | 2021                                                   |                                                        | 861                                                    | 861                                                    |
| 2024                                                   | 2024                                                   |                                                        | 839                                                    | 839                                                    |
| Quelle(n): Statistik Austria, Gebietsstand 1.1.2021    |                                                        |                                                        |                                                        |                                                        |

## Kultur und Sehenswürdigkeiten

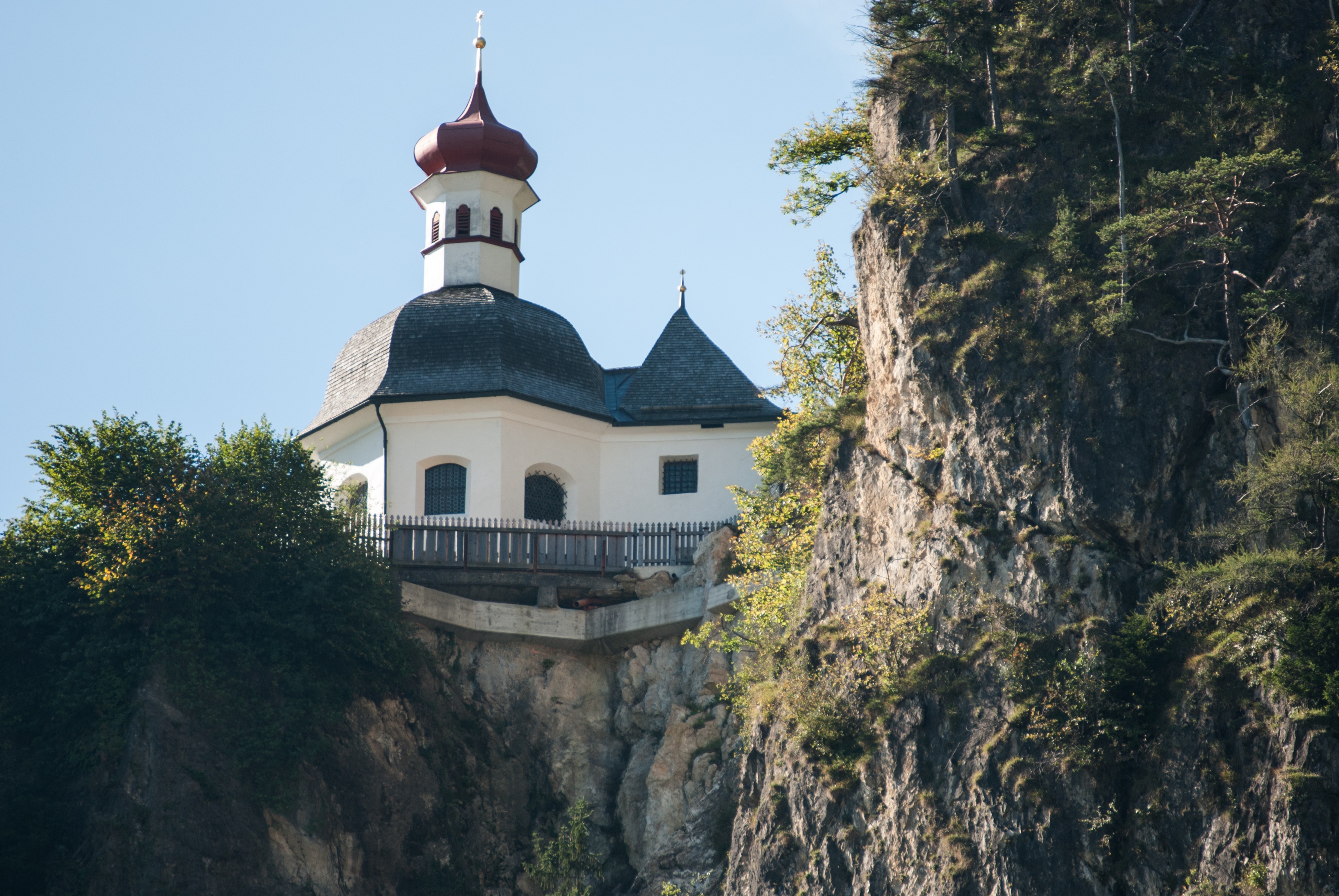
Maria Brettfall

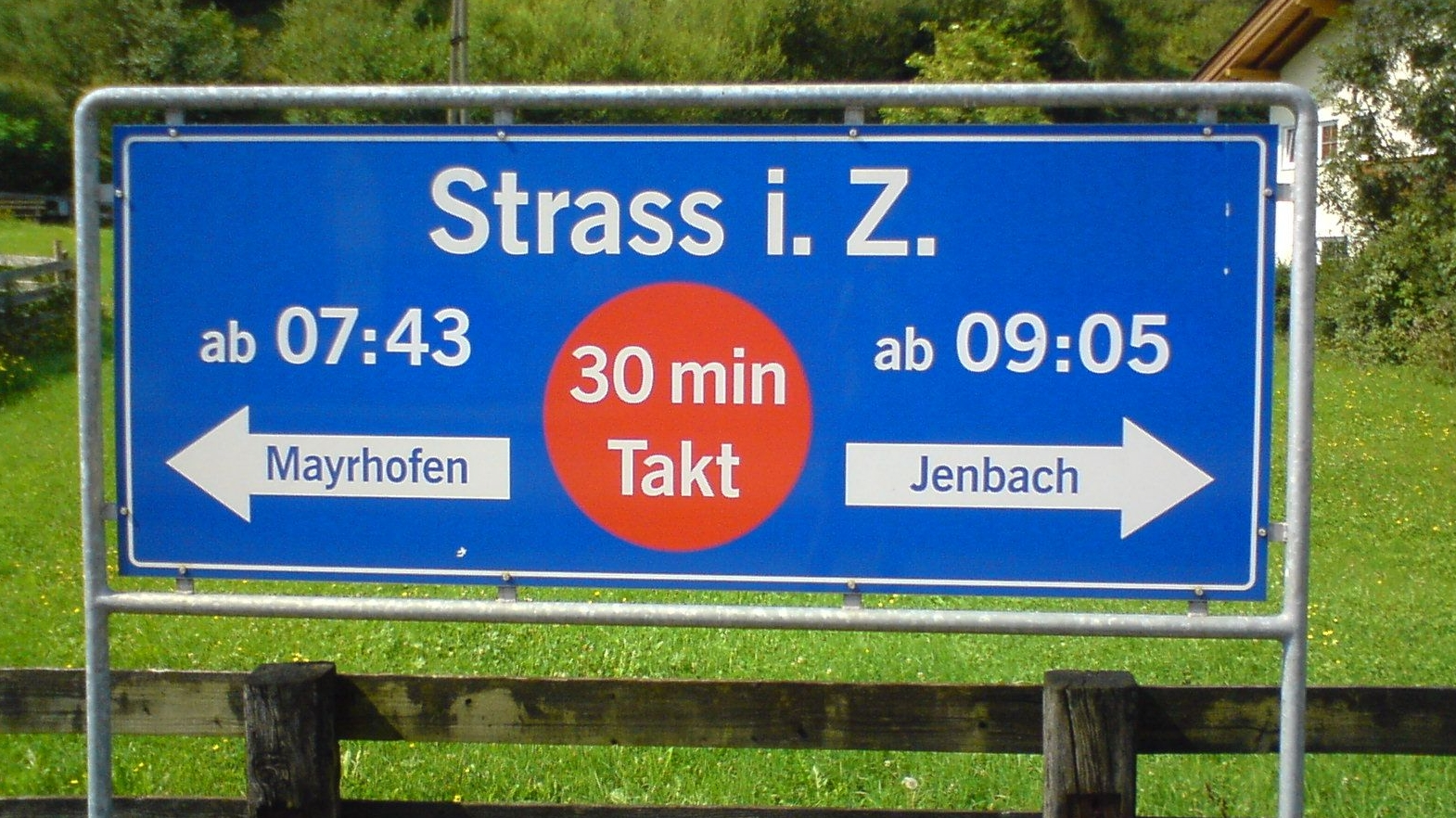
Taktfahrplan am Bahnhof

- Katholische Pfarrkirche Strass im Zillertal hl. Jakobus der Ältere
- Die ehemalige Einsiedelei Maria Brettfall am Brettfallfelsen

## Wirtschaft und Infrastruktur
In jüngster Zeit wurden in Strass mehrere Betriebe angesiedelt.
Die Abwasserreinigungsanlage entsorgt die gesamten Abwässer von 31 Gemeinden aus den Regionen Zillertal, Achental und mittleres Unterinntal.
Strass hat Anschluss an die Inntalautobahn und über die Zillertalbahn mit zwei Haltestellen (Strass und Rotholz) an den Schienen-Fernverkehr in Jenbach.
Durch den 1995 eröffneten Brettfalltunnel konnte der Ort Strass vom Durchzugsverkehr der B169 Zillertalstraße befreit werden.

## Politik

### Gemeinderat
Der Gemeinderat besteht aus elf Mandataren.
| Partei                                                | 2022  | 2022    | 2016  | 2016    | 2010  |
| Partei                                                | %     | Mandate | %     | Mandate | %     |
| ----------------------------------------------------- | ----- | ------- | ----- | ------- | ----- |
| Bürgerliste mit Bürgermeisterkandidat Karl Eberharter | 50,47 | 6       | 57,05 | 6       |       |
| Wir für Strass                                        | 35,20 | 4       | 42,95 | 5       | 30,16 |
| Menschen Freiheit Grundrechte                         | 14,34 | 1       |       |         |       |
| Bürgerliste mit Bürgermeister Klaus Knapp             |       |         |       |         | 69,84 |

### Bürgermeister
Bürgermeister von Strass im Zillertal ist Karl Eberharter.

### Wappen
Blasonierung: Im grünen Schild, dem ein silberner Pilgerstab und eine silberne Muschel aufgelegt sind, drei silberne, mit grünen Dreikleeblättern belegte Spitzen aus dem linken Schildrand kommend.

Erklärung: Die Muschel und der Pilgerstab sind Beizeichen des Hl. Jakob, des Patrons der Strasser Pfarrkirche, die Kleeblätter verweisen auf die Landwirtschaftliche Landeslehranstalt Rotholz, welche 1879 den Lehrbetrieb aufgenommen hat.

Das Wappen wurde der Gemeinde am 12. Mai 1964 verliehen.

### Gemeindepartnerschaft
Seit 1980 unterhält die Gemeinde Strass eine Gemeindepartnerschaft mit der deutschen Kleinstadt Ebern im unterfränkischen Naturpark Haßberge. Die Verbindung geht ursprünglich auf die seit 1967 bestehenden Kontakte der Knabenkapelle Ebern und der Bundesmusikkapelle Strass zurück. Die Partnerschaft wird hauptsächlich durch private und offizielle Besuche und Gegenbesuche aufrechterhalten.

## Persönlichkeiten

### Ehrenbürger
- Gebhard Falch († 2020), Alt-Vizebürgermeister von Strass im Zillertal[7]

### Mit der Gemeinde verbundene Persönlichkeiten
- Alois Leitner (1924–2018), Politiker, Gemeinderat in Strass im Zillertal